# Stuorrajátkkis
Stuorrajátkkis est une île norvégienne appartenant à la commune de Porsanger du comté de Finnmark. Elle est étendue sur 1.17 km².
Stuorrajátkkis est située dans le Porsangerfjorden dont elle est l'une des nombreuses îles. 